# Орлово-Денисовский проспект
Орло́во-Дени́совский проспект — проектируемый проспект в Приморском районе Санкт-Петербурга, по планам проходит от Шуваловского проспекта (западнее Орловского карьера) до Суздальского шоссе. В него включен 100-метровый участок Заповедной улицы, идущий вдоль берега реки Каменки.
Согласно разъяснению постановления Правительства Санкт-Петербурга, определяет границу исторического района Каменка

## История

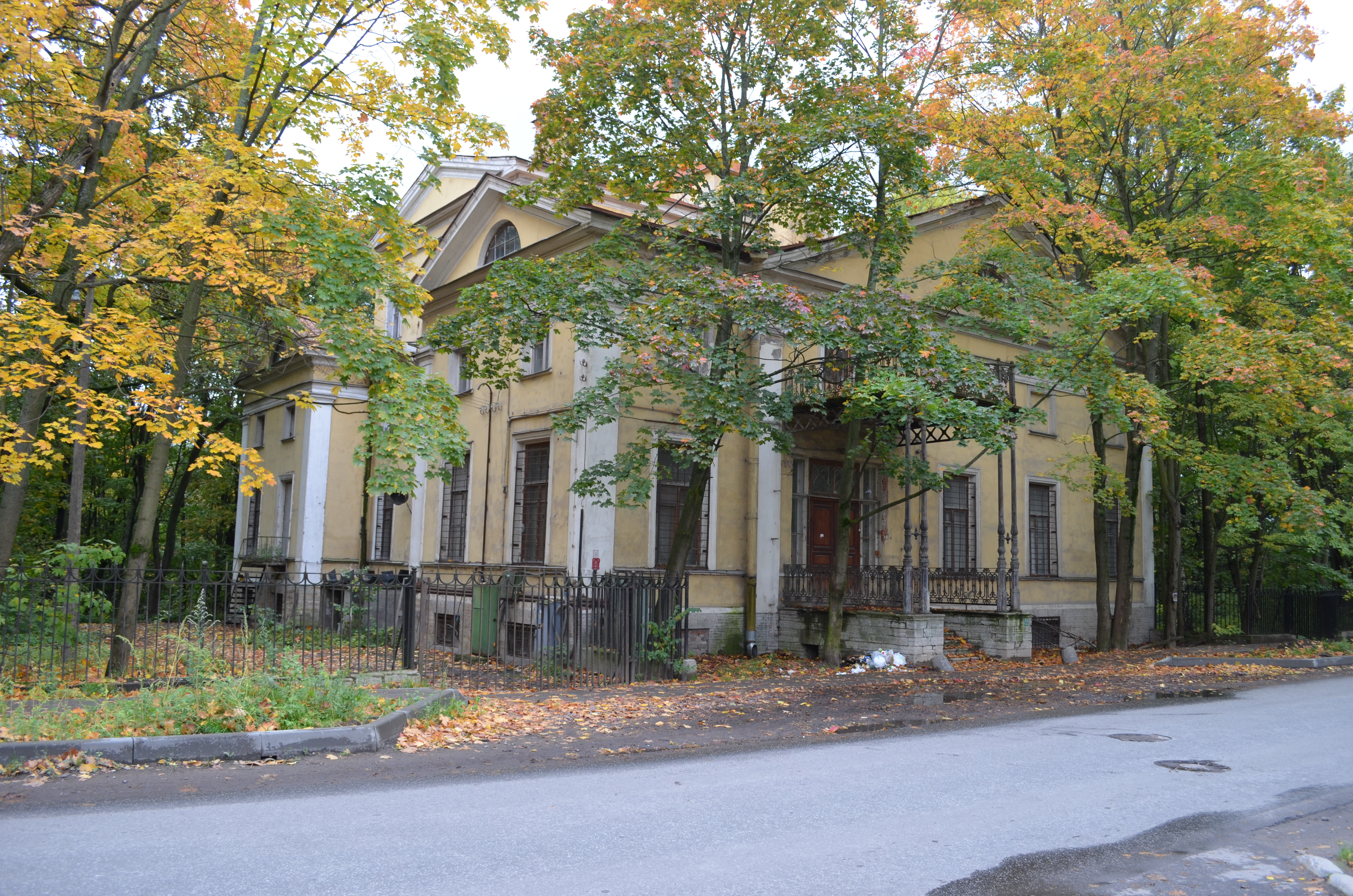
Усадьба Орловых-Денисовых в Коломягах (1839—1841, арх. А. М. Горностаев)

Постановлением правительства Санкт-Петербурга № 717 от 12 августа 2014 года, новая проектируемая магистраль в Приморском районе получила название Орлово-Денисовский проспект
«по фамилии графов Орловых-Денисовых, владевших землей в этой местности, с целью сохранения названия, ранее существовавшего в этом районе (Орлово-Денисовская ул. , ныне Ушковская ул.)» При этом Ушковская (бывшая Орлово-Денисовская) улица находится в другом историческом и административном районе, поблизости от Поклонной горы и Шуваловских озёр.
Из запланированных более чем 2 км магистрали, на 2024 год существуют лишь два небольших участка, общей протяжённостью чуть более 200 метров. Первый участок отходит от Суздальского шоссе к жилой застройке и особой экономической зоне «Новоорловская», второй — от Заповедной аллеи до улицы Академика Харитона, выделен из Заповедной улицы этим же постановлением.
Застройка проспекта осуществляется многоэтажными домами — «коробками», в том числе башнями-«точками».
В 2025 году было начато общественное обсуждение проекта проспекта.

## Перспективы
После достройки Орлово-Денисовского и Шуваловского проспектов, оба проспекта должны образовать крупную районную магистраль от Суздальского шоссе до Приморского шоссе в Лахте.

## Пересечения
- Суздальское шоссе
- Набережная реки Каменки[3]
- Заповедная аллея — примыкание к участку, выделенному из Заповедной улицы
- улица Академика Харитона — участки улицы и проспекта, выделенные из Заповедной улицы
- Улица Лидии Зверевой (проектируемые участки)[3]
- Шуваловский проспект — проектируемая часть

## Достопримечательности
- Новоорловский лесопарк
- Река Каменка.
- Шуваловский карьер

## Фотографии

Фотографии 2022 года
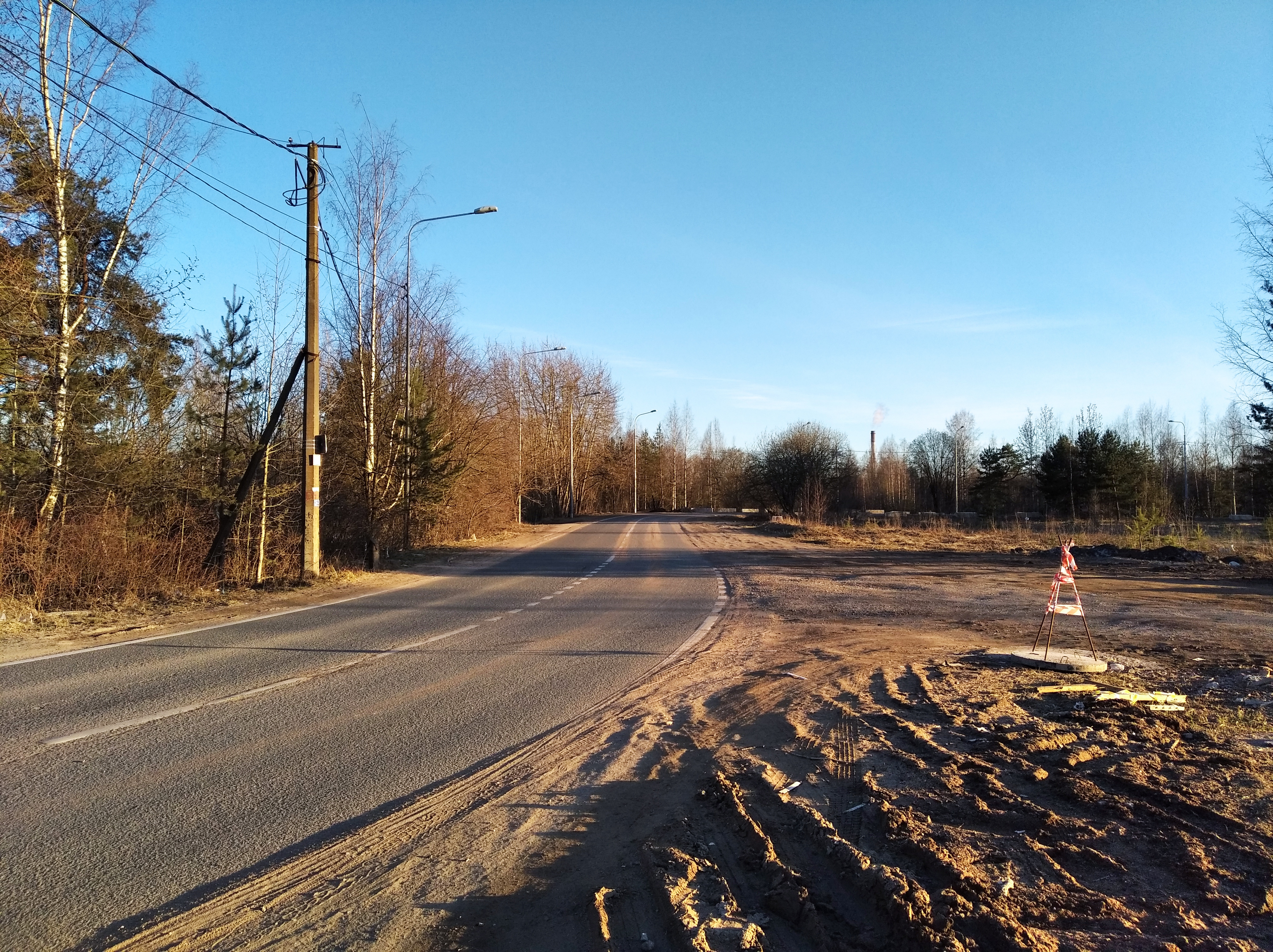
Участок, выделенный из Заповедной улицы. Вид со стороны Заповедной аллеи
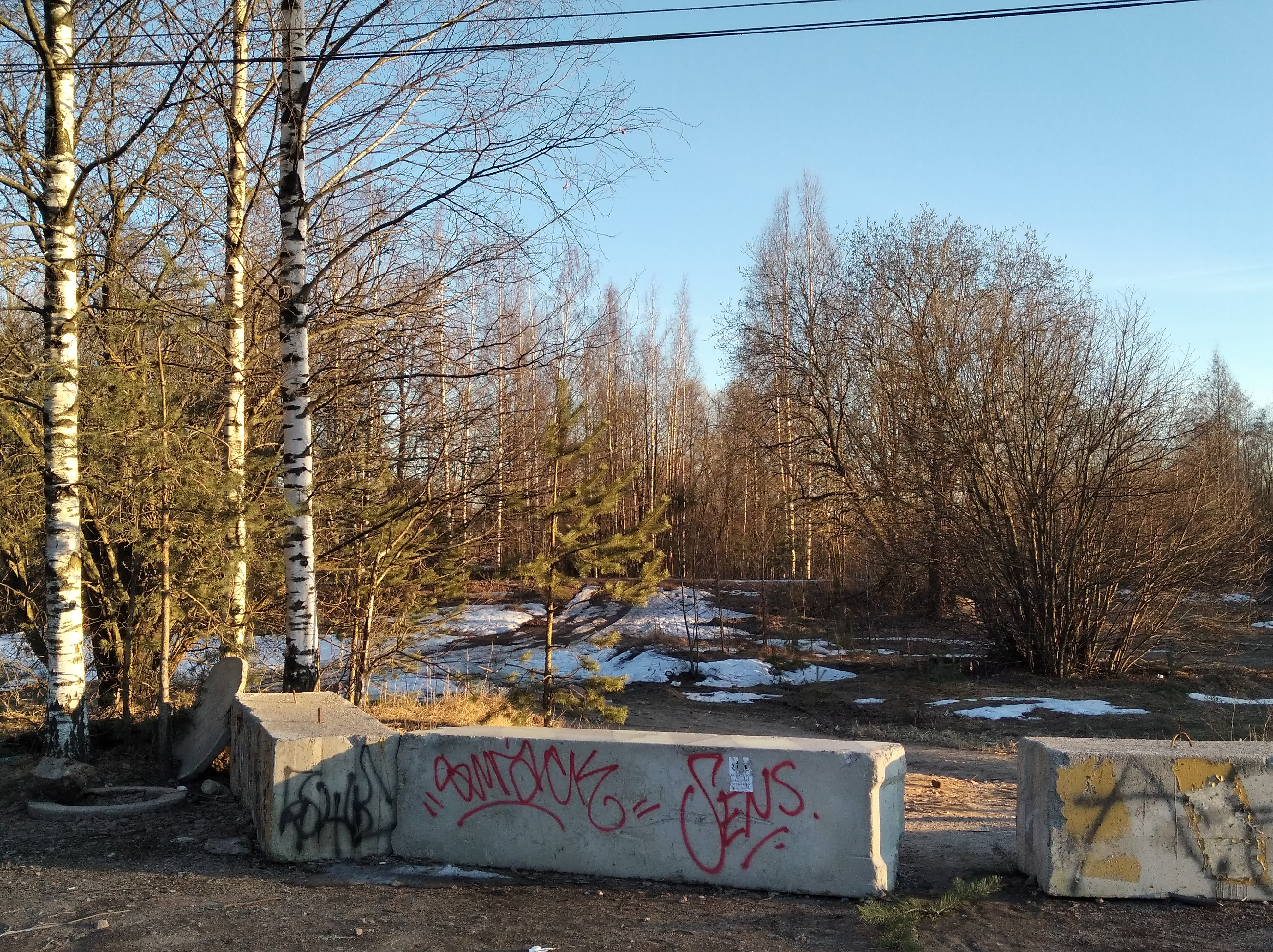
Участок будущей трассировки у Заповедной аллеи
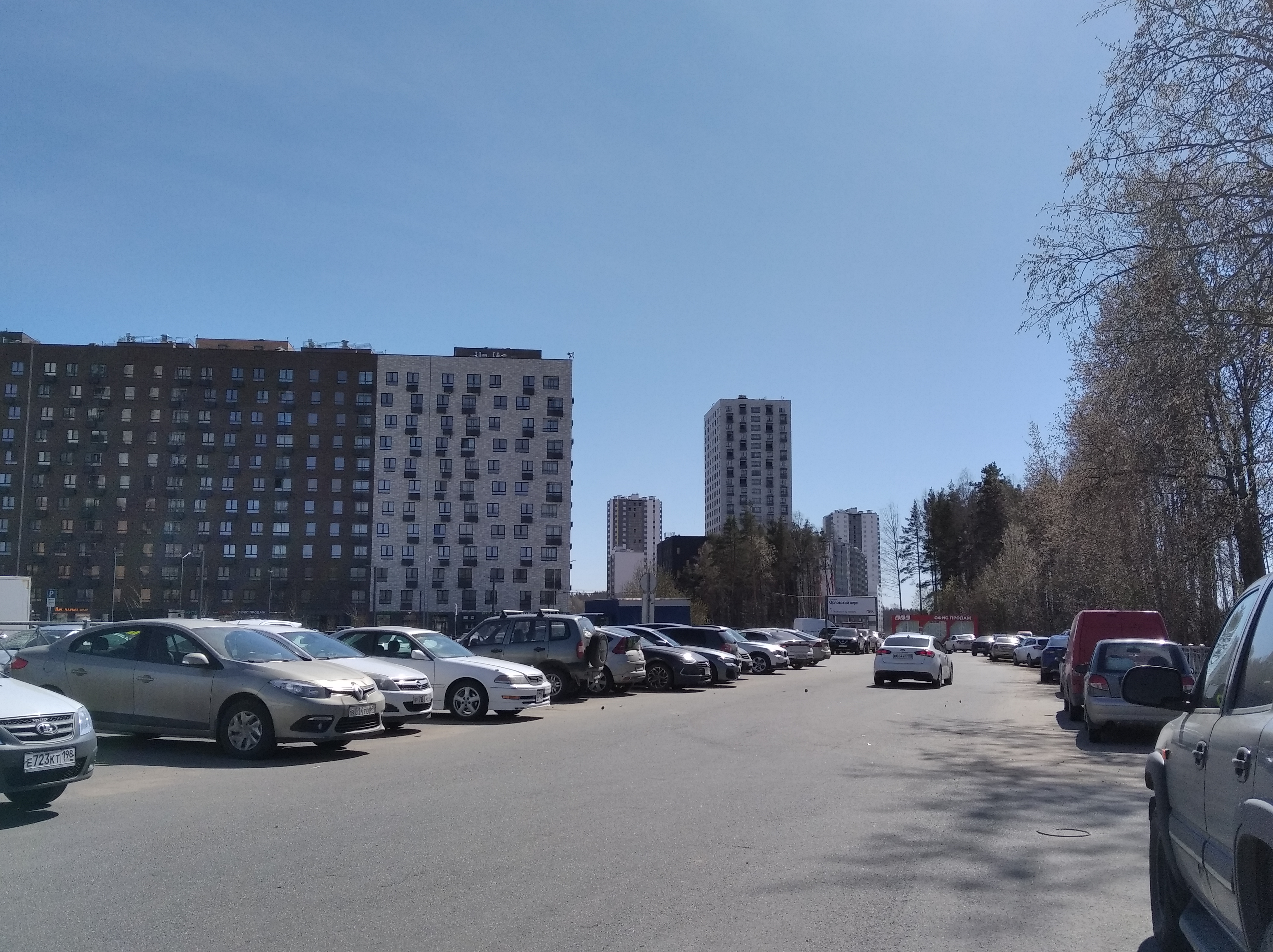
Вид от Суздальского шоссе